# Windsor (siège)
Pour les articles homonymes, voir Windsor.
 (avril 2020).
Le siège Windsor est une chaise ou un fauteuil caractérisé par son assise en bois sculptée sur laquelle est fixée le piètement et le dossier. Le dossier est généralement formé de pièces cintrées et de fines baguettes.

## Histoire
Bien qu'il existe plusieurs hypothèses quant à l'origine du style Windsor, le consensus général est qu'il fut développé dans la région de Wycombe en Angleterre, prenant son nom de la ville de Windsor depuis laquelle elles étaient envoyées par voie fluviale. Il fut introduit en Amérique du Nord par Patrick Gordon, le gouverneur de la Pennsylvanie en 1726. Les chaisiers américains firent évoluer le style distinctement de celui de l'Angleterre. Les bodgers, tourneurs sur bois vert en forêt, font partie de sa légende.

## Styles et fabrication
On compte généralement sept formes distinctes de chaises et de fauteuils Windsor :
- Balloon back
- Sackback
- Hoopback
- Combback
- Continuous arm
- Low back
- Rod back
- Fan back

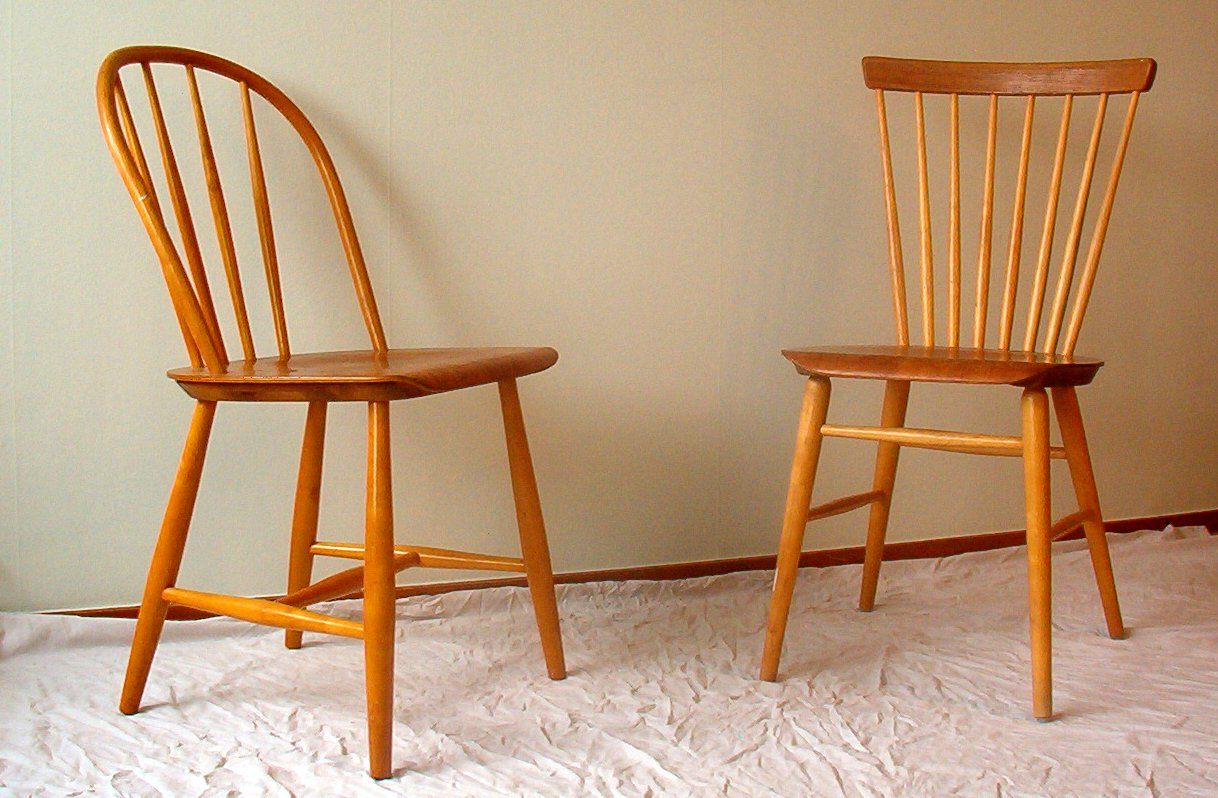
Chaises Balloon-back (gauche) et Fan-back (droite)
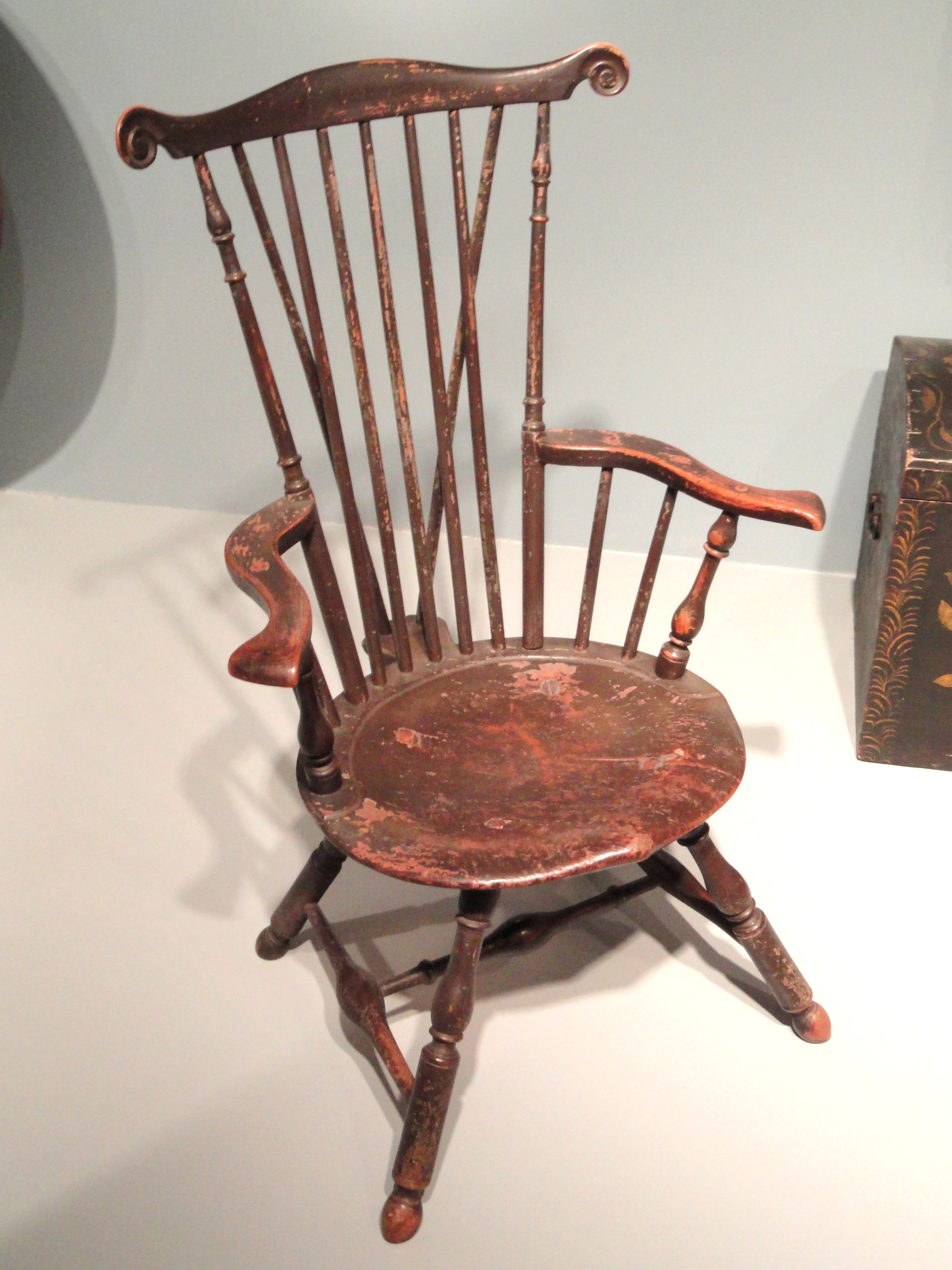
Fauteuil Fan-back

La majorité de celles qui furent construites au XVIIIe siècle étaient produites de trois espèces de bois. Le pin et le peuplier étaient utilisés pour l'assise sculptée. Le piètement, quant à lui, était construit d'érable, un bois qui produit de belles pièces tournées. Le dossier, généralement formé de pièces fendues au départoir (et non sciées) et cintrées à la vapeur, était généralement construit de chêne, de frêne, d'orme ou de caryer.
Le piètement est assemblé dans l'assise par des mortaises alésées (coniques) et sécurisé à l'aide de coins insérées au bout du tenons. Les piètements des premières chaises Windsor étaient construits avec deux traverses reliant les pieds antérieures et postérieures, et une traverse connectant les deux traverses latérales, créant ainsi un assemblage en "H". D'autres types de piètement existent, notamment un assemblage en forme de "boîte" qui dispose de deux traverses centrales.